# سنگوتین
سنگوتین (به صربی: Snegotin) یک منطقهٔ مسکونی در صربستان است که در گولوباک واقع شده‌است. سنگوتین ۲۰۱ نفر جمعیت دارد.